# Пристрасті Дон Жуана
«Пристрасті Дон Жуана» (англ. Don Jon) — американська мелодраматична комедія режисера Джозефа Гордона-Левітта (був також сценаристом й актором), що вийшла 2013 року. Також у головних ролях Скарлетт Йоганссон, Джуліанн Мур.
Продюсером був Рем Берґман. Вперше фільм продемонстрували 18 січня 2013 року у США на кінофестивалі «Санденс». В Україні у кінопрокаті прем'єра фільму відбулась 26 вересня 2013 року.

## Сюжет
Джон Мартелло — американець італійського походження. Він дбає лише про себе, тому його друзі назвали його Дон Жуаном. Джон популярний серед дівчат, проте зі жодною не має тривалих стосунків. Але одного разу у клубі він зустрічає Барбару і закохується. Через деякий час у них починаються стосунки, але вони були знищені пагубною звичкою Джона — порно. Почавши вчитись у вечірній школі, Джон зустрічає Естер.

## У ролях
| Актор                  | Персонаж                                                             | Роль                                    |
| ---------------------- | -------------------------------------------------------------------- | --------------------------------------- |
| Джозеф Гордон-Левітт   | Джон «Дон Жуан» Мартелло молодший (англ. Jon "Don Jon" Martello, Jr) | американський італієць                  |
| Скарлетт Йоганссон     | Барбара Шуґерман (англ. Barbara Sugarman)                            | дівчина Дон Жуана                       |
| Джуліанн Мур           | Естер (англ. Esther)                                                 | однокласниця Дон Жуана у вечірній школі |
| Тоні Данза             | Джон Мартелло старший (англ. Jon Martello, Sr.)                      | тато Дон Жуана                          |
| Ґленн Гідлі            | Анджела Мартелло (англ. Angela Martello)                             | мама Дон Жуана                          |
| Брі Ларсон             | Моніка Мартелло (англ. Monica Martello)                              | сестра Дон Жуана                        |
| Роб Браун              | Боббі (англ. Bobby)                                                  |                                         |
| Енн Гетевей            | Емілі Ломбардо (англ. Emily Lombardo)                                |                                         |
| Ченнінг Тейтум         | Коннер Верро (англ. Conner Verreaux)                                 |                                         |
| Куба Гудінг (молодший) |                                                                      | голлівудський актор                     |

## Сприйняття

### Критика
Фільм отримав позитивні відгуки: Rotten Tomatoes дав оцінку 81 % на основі 170 відгуків від критиків (середня оцінка 6,8/10) і 68 % від глядачів із середньою оцінкою 3,6/5 (49,090 голосів). Загалом на сайті фільми має позитивний рейтинг, фільму зарахований «стиглий помідор» від кінокритиків і «попкорн» від глядачів, Internet Movie Database — 7,1/10 (23 653 голоси), Metacritic — 66/100 (41 відгук критиків) і 7,3/10 від глядачів (101 голос). Загалом на цьому ресурсі від критиків і від глядачів фільм отримав позитивні відгуки.

### Касові збори
Під час показу в Україні, що стартував 26 вересня 2013 року, протягом першого тижня фільм показали у 84 кінотеатрах і він зібрав 109,182 $, що на той час дозволило йому зайняти 3 місце серед усіх прем'єр. Показ фільму протривав 3 тижні і завершився 13 жовтня 2013 року. ЗА цей час стрічка у прокаті в Україні зібрала 230,965$. Із цим показником стрічка зайняла 78 місце у кінопрокаті за касовими зборами в Україні.
Під час показу у США, що розпочався 27 вересня 2013 року, протягом першого тижня фільм показали у 2,422 кінотеатрах і він зібрав 8,677,009 $, що на той час дозволило йому зайняти 5 місце серед усіх прем'єр. Показ фільму протривав 77 днів (11 тижнів) і за цей час фільм зібрав у прокаті у США 24,391,684  доларів США, а у решті світу 5,973,052  доларів США (за іншими даними 1,900,000 млн $), тобто загалом 30,364,736  доларів США (за іншими даними 26,291,684 $).

### Нагороди і номінації[12]
| Рік  | Нагорода       | Категорія                       | Номінант                                   | Результат  |
| ---- | -------------- | ------------------------------- | ------------------------------------------ | ---------- |
| 2013 | Gotham Awards  | Найкраща актриса                | Скарлетт Йоганссон                         | Номінація  |
| 2013 | Key Art Awards | Найкращий трейлер — аудіо/відео | Relativity Media, Mark Woolen & Associates | 2-ге місце |
| 2014 | Незалежний дух | Найкращий перший сценарій       | Джозеф Гордон-Левітт                       | триває     |

### Виноски
1. 1 2  Don Jon: Release Info (англ.). Internet Movie Database. Архів оригіналу за 4 жовтня 2013. Процитовано 16 грудня 2013.
2. 1 2  Пристрасті Дон Жуана (англ.). Kino-teatr.ua. Архів оригіналу за 17 грудня 2013. Процитовано 16 грудня 2013.
3. 1 2  Don Jon (англ.). Internet Movie Database. Архів оригіналу за 17 грудня 2013. Процитовано 16 грудня 2013.
4. 1 2 3  The Whistleblower (англ.). The Numbers. Архів оригіналу за 7 листопада 2020. Процитовано 16 грудня 2013.
5. 1 2 3  Don Jon (англ.). Box Office Mojo. Архів оригіналу за 14 червня 2019. Процитовано 16 грудня 2013.
6. ↑  Don Jon (англ.). AllMovie. Архів оригіналу за 13 квітня 2016. Процитовано 16 грудня 2013.
7. ↑  Don Jon: Full Cast & Crew (англ.). Internet Movie Database. Архів оригіналу за 1 листопада 2013. Процитовано 16 грудня 2013.
8. ↑  Don Jon (англ.). Rotten Tomatoes. Архів оригіналу за 1 жовтня 2013. Процитовано 16 грудня 2013.
9. ↑  Don Jon (англ.). Metacritic. Архів оригіналу за 3 грудня 2013. Процитовано 16 грудня 2013.
10. ↑  Don Jon — Ukraine Weekend Box Office (англ.). Box Office Mojo. Архів оригіналу за 17 грудня 2013. Процитовано 16 грудня 2013.
11. ↑  Ukraine Yearly Box Office. 2013 (англ.). Box Office Mojo. Архів оригіналу за 23 листопада 2013. Процитовано 16 грудня 2013.
12. ↑  Don Jon: Awards (англ.). Internet Movie Database. Архів оригіналу за 9 грудня 2013. Процитовано 16 грудня 2013.